# Mahdi Masud
Mahdi Masud (Urdu مہدی مسعود) ist ein pakistanischer Diplomat.

## Leben
Masud trat 1952 in den Foreign Service of Pakistan ein. Im Jahr 1958 gehörte er zu den Teilnehmern der Konferenz zum Colombo-Plan. Ein Jahr später wurde er dann bis 1965 als Gesandtschaftssekretär 3. Klasse in Ottawa eingesetzt und ab 1968 als Geschäftsträger in Teheran. Am 26. April 1971 löste er Hosen Ali als Deputy High Commissioner in Calcutta ab. und leitete 1972 die pakistanische Mission beim UN-Hauptquartier. Von 1973 bis 1975 war er Botschafter in Amman, Jordanien. Ab 1977 leitete er im Außenministerium die Abteilung Mittlerer Osten und wurde 1979 zunächst als Botschafter in Kuwait und ein Jahr später in Teheran eingesetzt.
Von Januar 1982 bis 26. November 1984 diente er als Botschafter in Bonn, danach bis März 1988 in Brüssel bei der Europäischen Kommission, bevor er schließlich von 17. Oktober 1988 bis Dezember 1989 wieder zurück nach Bonn zurückversetzt wurde.
Masud war Vorsitzender der Shura Hamdard’s Karachi Chapter Denkfabrik und ist Kolumnist der Tageszeitung Dawn.